# Национальный гимн (Чёрное зеркало)
«Национальный гимн» (англ. The National Anthem) — первый эпизод первого сезона британского научно-фантастического телесериала-антиутопии «Чёрное зеркало». Сценарий написал создатель сериала Чарли Брукер, режиссёром выступил Отто Батхёрст. Эпизод впервые вышел в эфир на канале Channel 4 4 декабря 2011.
Серия получила положительные отзывы кинокритиков.

## Сюжет
Британский премьер-министр Майкл Кэллоу (Рори Киннир) оказывается в шоковой ситуации, когда принцесса Сюзанна (Лидия Уилсон), любимица народа, похищена. В обмен на её возвращение террористы требуют, чтобы премьер-министр занялся сексом со свиньёй в прямом эфире телевидения. Кэллоу противится этой перспективе, отчаянно пытаясь найти принцессу до конечного срока. Также он пытается скрыть факт похищения, однако террористы размещают видеообращения на YouTube. Британские медиа договариваются молчать об этом, но информация попадает в иностранные медиа, которые делают из этого сенсацию, поэтому британским журналистам тоже молчать нет смысла. Общественность поддерживает Кэллоу и не настаивает на выполнении требований террористов.
Министр внутренних дел Алекс Кэрнс (Линдси Дункан) пытается подстроить съемку с актёром, лицо которого с помощью компьютерной графики должно быть заменено лицом премьер-министра. Похититель узнаёт о плане и рассылает в СМИ видео, на котором отрубает принцессе палец. История об этом распространяется, и люди меняют свое отношение к Кэллоу, теперь требуя от него выполнить то, что говорят террористы. Его жена Джейн (Анна Уилсон-Джонс) умоляет этого не делать. Кэллоу начинает спасательную операцию в здании, где, как он считает, находится принцесса. Однако этот след оказывается ложным, во время операции ранена журналистка, и Кэллоу продолжает терять поддержку населения.
Кэллоу сообщают, что партия, народ и королевская семья требуют от него спасти принцессу, а в случае отказа никто не сможет защитить его и его семью от последствий. Премьер-министр вынужден на глазах у всей страны заниматься сексом со свиньёй. В это время принцессу выпускают на улицу; становится понятно, что отрезанный палец принадлежал похитителю. Как оказывается, её отпустили до крайнего срока, но никто этого не заметил, поскольку все были прикованы к экранам. Эту акцию, как выяснилось, спланировал обладатель премии Тёрнера Карлтон Блум, чтобы продемонстрировать, что важные события происходят под носом у народа и правительства, пока они где-то в другом месте смотрят на экраны. После завершения своей художественной акции Блум совершает самоубийство. Правительство принимает решение не сообщать никому, что Сюзанну выпустили ещё до трансляции.
Спустя год после инцидента, политический имидж Кэллоу не пострадал и наоборот улучшился в глазах народа. Принцесса Сюзанна оправилась после похищения и ожидает ребёнка. Людям известно о личности похитителя. Несмотря на рост популярности среди людей, Кэллоу до сих пор не может найти общий язык с женой, которая посещает с ним публичные мероприятия, однако избегает личного общения.

## Критика
The A. V. Club поставил эпизоду оценку «A», написав: 
«Гениальность «Чёрного зеркала» в том, как тонко оно выстроено, что ты даже не задаёшь себе вопросов о предыстории событий или относительно мелких пробелов в сюжете. Каждый поворот выглядит органичным, каждое решение — рациональным. Для поиска похитителей приложены все усилия, но, конечно же, они обязаны провалиться. Пресса обеспокоена тем, как реагировать на такую сумасшедшую историю, но их побуждают к действиям социальные сети и неописуемая сила интернета».
The Telegraph оценил эпизод на 4/5, комментируя: 
«Бесспорно, нетронутая территория. Это была безумно удивительная идея. Сатира была такая наглая, что заставила меня сидеть с открытым ртом и визжать. Точно как та несчастная свинья».

## «Свиногейт»
В сентябре 2015 были опубликованы заявления, что якобы Дэвид Кэмерон, который на тот момент был премьер-министром, будучи студентом, поместил свой «приватный орган» в рот мёртвой свиньи — как часть обряда инициации. Чарли Брукер заверил, что не знал об этой истории раньше.
Некоторые пользователи Twitter начали использовать хештег #Snoutrage, который появлялся в этом эпизоде. Привычным названием этой истории стало «Свиногейт».